# لودمیلا رادچنکو
لودمیلا رادچنکو (روسی: Людмила Радченко؛ زاده ۱۱ نوامبر ۱۹۷۸ در شهر اومسک، اتحادیه جماهیر شوروی) یک نقاش، مدل (مانکن)، هنرمند و بازیگر اهل روسیه است.

## زندگی‌نامه
لودمیلا متولد اومسک، در سال 1999 میلادی رشته طراحی مد فارغ التحصیل شد. در سال 1997 میلادی پس از ورود با ایتالیا کار خود را با فیلم ایتالیایی پاپری سیما در تقویم سال 2008 به سفارش برنامه تلویزونی سازنده ویندوز آغاز کرد. او برای لوکا کاتروتی عکس‌های با موضوع عشق شهوانی گرفت. او به عنوان ستاره در فیلم تلویزیونی واگیو II در سال 2005 حضور داشت، همچنین در دو قسمت از سریال تلویزیونی RIS - دلتی امپرفتی علاوه بر چند نقش کوچک در دیگر تولیدات ایتالیایی نقش ایفا کرد. علاوه بر این وی در فیلم شور نور (A Light Of Passion) سال 2008 نقش نقش ایفا کرده است.
پس از بازی در فیلم (در کف) (به انگلیسی، La Talpa)، نقاشی را شروع کرد و نمایشگاه‌های در شهر میلان برگزار کرد، او تصمیم گرفت خود را وقت هنر کند. پس از یک سفر مطالعاتی طولانی به شهر نیویورک، مجموعه‌ای از آثار خود را در رویدادهای هنری و نمایشگاه‌های مختلف به نمایش درآورد.
در فوریه سال 2011 میلادی، استان میلان ایتالیا از نمایشگاه رادچنکو در خانه فرهنگ‌های جهان حمایت کرد. در می سال 2011 میلادی، در فستیوال هنر خوردن آثار وی به نمایش گذاشته شد. آثار او در گالری Crown Fine Art منطقه سوهو به نمایش درآمد.

## فعالیت‌های تلویزیونی
- لا سای اولتیما؟ در سال 2001
- دهان به دهان (Passaparola) در سال 2001 - 2002
- تند تند (Spicy Tg) در سال 2003
- در کف (La Talpa) در سال 2005
- در جاده در سال 2006
- تنظیم و متعصبان (Tuning and Fanatics) در سال 2007
- بازی واقعیت در سال 2007
- مدلاند (Modeland) در سال 2008

## آژانس‌های مد
- مدیریت شهری
- مدیریت گون